# 鷹匠訓子
鷹匠 訓子（たかじょう のりこ、1964年〈昭和39年〉3月3日 - ）は、日本の女優。
演劇以外の表現活動ではKonoriの名義を使う。
静岡市出身。女優、舞台演出家、江戸端唄末広会（浅草千束末広扇みわ門下、末広みわ訓）。

## 来歴・人物
芸名の「鷹匠」は、静岡市鷹匠町（現静岡市葵区鷹匠）の生まれであることに由来する。
その後、小学2年生の時に郊外の小学校へ転校した。
中学・高校で演劇部に所属。静岡県立城北高校在学中に静岡のアングラ劇団「らせん劇場」に入団し、「きゃさりんのりこ」名義で舞台に立つ。高校演劇部では静岡市文化会館中ホールで唐十郎の『少女仮面』を上演した。
寺山修司の薫陶を受け、寺山が監督した映画『上海異人娼館 チャイナ・ドール』に強く影響される。静岡大学学祭に講演のため訪れた寺山に会いに行き、『上海異人娼館』のシナリオにサインを求めている。
1982年、「らせん劇場」を脱退、劇団「水銀8 1/2」にスカウトされ旗揚げから参加。芸名「白樺美智子」を用いた。
1987年、新宿のライブハウスでマジカル・パワー・マコと共演したことを契機に、音楽活動を開始する。
1988年より、静岡のバンド「マジック・ランタン・サイクル」に、Konori名義でボーカリストとして参加する。
1980年代の終わりから、海外、主にヨーロッパの前衛芸術家たちと知り合う。1990年に単身渡英し、カレント93、Nurse With Wound、Sol Invictus、Death In June、WHITEHOUSE、The Bevis Frondらと交流した。
Konoriのロンドン時代のニックネームはトンデフ(音痴)。江戸端唄の和式発声法がヨーロッパでは理解されなかったのだ、とkonorichanTVで証言しているが、邦楽との出会いはもっと後のことであるため、真偽は不明。
アイルランドでは、スティーブン・スタップルトン、ダイアナ・ロジャーソン、デビッド・チベットらとレコーディングを行い、童謡（特に『とうりゃんせ』）や唱歌をうたった。プライベートでは、Trevor Brown、ウィリアム・ベネット、ヒルマー・オウン・ヒルマーソン、ヘミッシュ・ヘイリー、Alan Trench、Nick Salomanらと親交を深めた。
帰国後、インディーズレーベルの魔人レコードを設立し、翌1991年にMLCとネオンナイツとのスプリットLPを発表する。限定1000枚プレスのLPのほとんどをイギリスのWorld Serpent Distributionが取り扱い、国内では逆輸入で流通した。都内のレコード店に並んだLPには、和製戸川純、という奇妙なキャッチコピーがつけられていたとKonori本人が証言している。1993年、マジック・ランタン・サイクルの1stCD『キマイラ』がDurtroよりリリースされる。マスタリング・エンジニアはポーキーズスタジオ(当時)のDenis Blackham。
同年、KonoriはソロワークのバンドとしてKONORI sp.を結成。1993年に7"シングル、1995年CD『KONORI sp.』を魔人レコードからリリース。同アルバムは劇団夢一蔟の急逝した若手男優の菊比古に捧げられた。
同年、カセット『歴史の港』を限定50本でリリースした。アートワークはニュージーランドの現代美術家J.D. Hintonが担当した。
1990年代半ばに江戸端唄末広会に入門。東京に居住して日本の伝統古典芸能に関する見識を深めた。
1998年、劇団「水銀8 1/2」は水銀座に改名し、鷹匠訓子は、静岡県舞台芸術センター野外劇場「有度」で上演された『月光鬼』（1999年）『夜叉蓮華』（2000年）の演出・舞台美術プラン・照明プラン・衣裳プランを全て一人でこなす。以降、水銀座は実質的には鷹匠訓子の個人劇団となった。
2010年から水銀座は、独演形式の「断片演劇」の上演を続けている。
音楽活動では、アルト・サクソフォーン奏者望月治孝とデュオを組み、浜松のルクレチア等でライブを行う。
2014年6月22日の自身のTwitterで、「私だって（舞台を）辞めて2年も経てばこの容姿。」と自虐ネタをつぶやいている。また、6月28日には、自身がADHD（注意欠陥・多動性障害）であることを告白した。

## ディスコグラフィ
- Magick Lantern Cycle – Chimæra
- Nurse With Wound – Live At Bar Maldoror
- Nurse With Wound – Thunder Perfect Mind
- KONORI sp. – KONORI sp.

## シアター
水銀8 1/2 (1982 - )
- 『鉄の女』
- 『少女仮面』
- 『銀の牙』
- 『上海人形』
- 『なんきん物語』
- 『砂の城』
- 『月ノ光』

水銀座 (1998 - )
- 『月下の呼吸』会場：藤枝不動峡、他 1998年
- 『月光鬼』会場：野外劇場有度(静岡県舞台芸術センター)、他 1999年
- 『夜叉蓮華』会場：野外劇場有度(静岡県舞台芸術センター) 2000年

演出作品
- 『雨宿り』『白磁の茶碗』『大連医院』『青頭巾』『累ノ怪』『十三夜坂』『カサネ』『幼女探偵』、他